# Martin Kocher

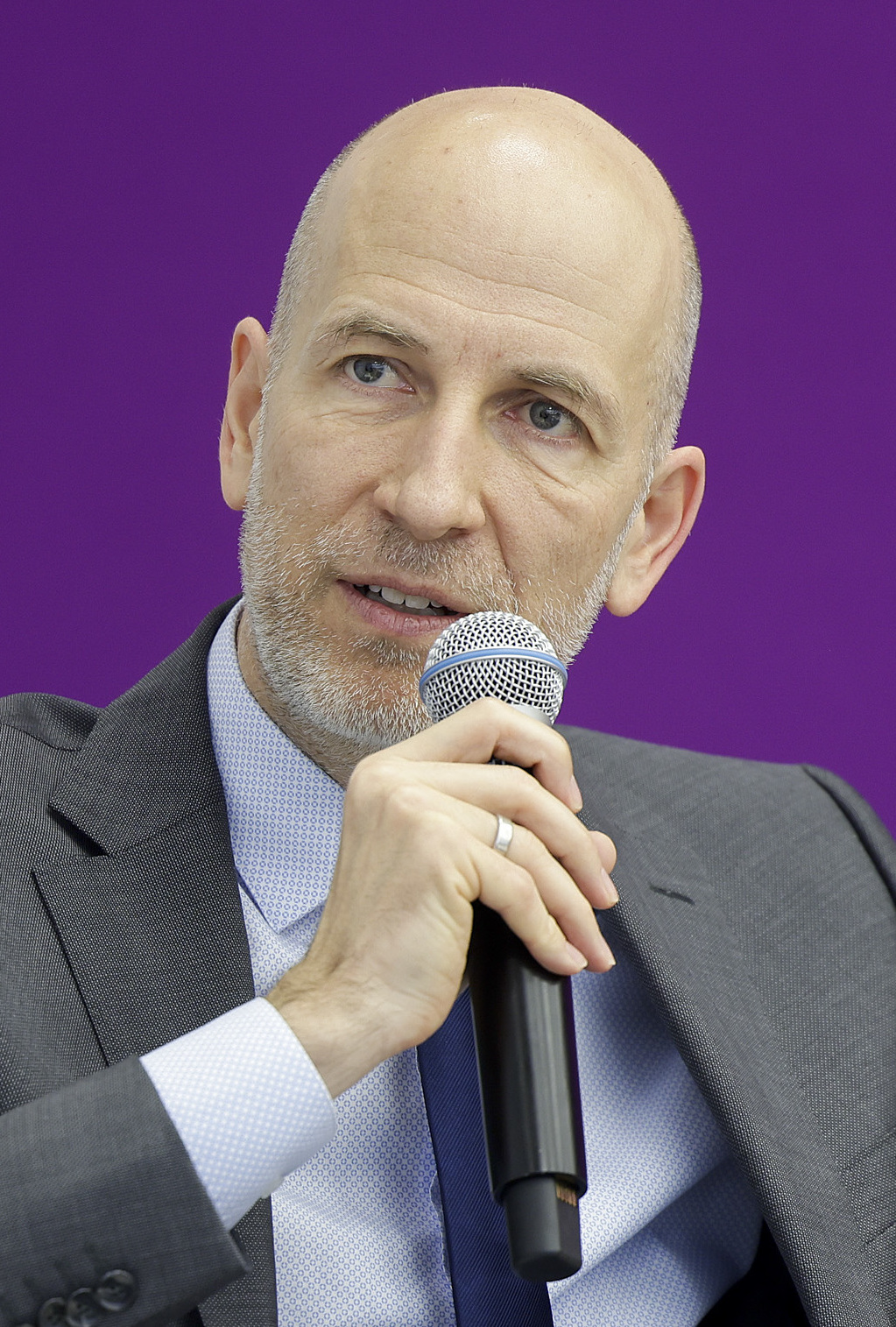
Martin Kocher (2021)

Martin Georg Kocher (* 13. September 1973 in Salzburg) ist ein österreichischer Ökonom, Hochschullehrer und ehemaliger Politiker. Von Jänner 2021 bis März 2025 war er Bundesminister für Arbeit der Republik Österreich (Bundesregierung Kurz II, Bundesregierung Schallenberg, Bundesregierung Nehammer und Einstweilige Bundesregierung Schallenberg) und von Mai 2022 bis März 2025 auch Wirtschaftsminister (Bundesregierung Nehammer und Bundesregierung Schallenberg II).
Martin Kocher ist Professor für Verhaltensökonomik mit Anwendungen in der Wirtschaftspolitik Österreichs am Institut für Volkswirtschaftslehre sowie am Vienna Center for Experimental Economics der Universität Wien und war von 2016 bis 2021 wissenschaftlicher Direktor des Instituts für Höhere Studien (IHS).

## Leben

### Ausbildung und berufliche Karriere
Kocher absolvierte das Pierre-de-Coubertin-BORG Radstadt und schloss dieses im Schuljahr 1991/92 mit der Reifeprüfung ab. Nach dem Studium der Volkswirtschaftslehre an der Universität Innsbruck wurde Kocher dort 2002 promoviert. Seine Habilitation folgte 2007, wieder in Innsbruck. Bereits vor Abschluss der Habilitation warb er als Forschungsgruppenleiter Drittmittel ein, unter anderem über die Oesterreichische Nationalbank und die Raiffeisen-Landesbank Tirol. Als Gastwissenschafter verbrachte er zwei Jahre an der Universität von Amsterdam.
2010 wurde er Professor an der Universität von East Anglia, die er jedoch bald verließ, um einen Ruf an der Ludwig-Maximilians-Universität München anzunehmen. Dort war er bereits Studiendekan und Dekan der Volkswirtschaftlichen Fakultät und war Direktor des Münchner Labors für experimentelle Wirtschafts- und Sozialforschung (MELESSA), das aus der Exzellenzinitiative hervorging.
Seit 2011 gehört Kocher als Affiliate (Visiting) Professor der Universität Göteborg an.
2014 bis 2016 war er Adjunct Professor an der Queensland University of Technology im australischen Brisbane.
Seine Forschungsgebiete liegen im Wesentlichen auf dem Gebiet der Verhaltensökonomik, der experimentellen Wirtschaftsforschung und der Wirtschaftspsychologie.
Von 1. September 2016 bis 11. Jänner 2021 leitete er das Institut für Höhere Studien (IHS).
Im Juni 2020 wurde Kocher als Nachfolger von Gottfried Haber zum Präsidenten des Fiskalrats bestellt. Im Mai 2021 folgte ihm Christoph Badelt in dieser Funktion nach. Im Herbst 2021 sollte ihm ursprünglich Lars Feld als Leiter des IHS nachfolgen, dieser trat die Stelle aber nicht an.
Ende April 2024 wurde bekannt, dass sich Kocher für den Posten des Nationalbank-Gouverneurs 2025 beworben hat. Die Funktion tritt er mit Anfang September 2025 an.

### Forschung
Kocher ist einer der aktivsten Forscher auf dem Gebiet der experimentellen Wirtschaftsforschung im deutschen Sprachraum. Er belegte 2013 den zwölften Rang im Handelsblatt-Ranking für deutschsprachige Ökonomen unter 40 und wurde im selben Jahr von der FAZ auf Platz 38 der einflussreichsten deutschsprachigen Ökonomen gewählt. Seine Aufsätze wurden in namhaften Zeitschriften veröffentlicht, wie der American Economic Review oder Management Science.
In seiner Forschung beschäftigt sich Martin Kocher mit zahlreichen Themen auf dem Gebiet der experimentellen Verhaltensökonomik. So veröffentlichte er beispielsweise Arbeiten zum Einfluss von Zeitdruck auf individuelle Entscheidungen oder die Entwicklung von Präferenzen bei Kindern und Heranwachsenden. Auf dem Gebiet der Sportökonomik zeigte Kocher beispielsweise mit seinem Koautoren Matthias Sutter, dass Schiedsrichter häufig zugunsten der Heimmannschaft urteilen, wenn diese zurückliegt. Viele seine Arbeiten beschäftigen sich mit Gruppenentscheidungen, Kooperation, Vertrauen und Entscheidungen unter Unsicherheit.

### Politik
Im Jänner 2021 wurde Kocher von Bundeskanzler Sebastian Kurz (ÖVP) zum designierten Nachfolger von Christine Aschbacher (die aufgrund von Plagiatsvorwürfen in ihrer wissenschaftlichen Arbeit zurückgetreten war) als Arbeitsminister ernannt. Am 11. Jänner 2021 wurde Kocher – formell noch als Bundesminister für Arbeit, Familie und Jugend – vom Bundespräsidenten angelobt. Mit der Bundesministeriengesetz-Novelle 2021, BGBl. I Nr. 30/2021, wurden die Familien- und Jugendagenden am 1. Februar 2021 dem Bundeskanzleramt (BKA) zugeschlagen und mit Entschließung des Bundespräsidenten mit Ablauf des 1. Februars 2021 an Kanzleramtsministerin Susanne Raab übertragen (BGBl. II Nr. 41/2021). Kocher, der nunmehr als Bundesminister für Arbeit am 1. Februar neuerlich angelobt wurde, wurde damit auch zum Arbeitsminister in der größten Wirtschafts- und Beschäftigungskrise Österreichs seit dem Zweiten Weltkrieg.
Nach dem Rücktritt von Wirtschaftsministerin Margarete Schramböck (ÖVP) übernahm Kocher am 11. Mai 2022 auch das Bundesministerium für Digitalisierung und Wirtschaftsstandort.
Mit der Novellierung des Bundesministeriengesetzes am 18. Juli 2022 wurde das Bundesministerium für Arbeit mit dem Bundesministerium für Digitalisierung und Wirtschaftsstandort fusioniert, und Kocher wurde durch den Bundespräsidenten zum Bundesminister für Arbeit und Wirtschaft angelobt. Am 3. März 2025 wurde Kochers Nachfolger, Wolfgang Hattmannsdorfer, vom Bundespräsidenten als Bundesminister angelobt, woraufhin Kocher an die Universität Wien zurückkehrte.

### Persönliches
Kocher ist verheiratet, geht in seiner Freizeit bergsteigen und läuft Marathon. Aufgewachsen ist er in Altenmarkt im Pongau im Bundesland Salzburg.

## Politische Positionen
2021 wurden in Kochers Amtszeit als Arbeitsminister die Förderungen eines ÖGB-Projekts, das fremdsprachigen Arbeitnehmern Rechtsberatung in ihrer Muttersprache anbietet, von 400.000 Euro auf 20.000 Euro gekürzt. Kocher verwies in diesem Zusammenhang auf budgetäre Gründe „aufgrund der erhöhten Ausgaben im Rahmen der Covid-Krise“. Es stehe dennoch ein ausreichendes mehrsprachiges Angebot zur Verfügung.
Mit dem Programm „Sprungbrett“, das 2021 startete, konnte die Langzeitarbeitslosigkeit, die im April 2021 mit knapp 150.000 Personen ihren Höchststand erreicht hatte, erheblich gesenkt werden. Zudem verantwortete Kocher die höchsten Budgets für aktive Arbeitsmarktpolitik in der Geschichte Österreichs.
Im Februar 2023 sprach sich Kocher für eine Reduktion von Sozialleistungen für Menschen, die freiwillig teilzeitbeschäftigt arbeiten, aus. Dies solle dazu beitragen, Vollzeitbeschäftigung attraktiver zu machen.
In Bezug auf Cooling-off-Phasen für Politiker vertritt Kocher eine begrenzte Drehtür-Position.
Zudem wurden der Schulungszuschlag neu (Bildungsbonus) zusätzlich zum Arbeitslosengeld permanent eingeführt, der unbeschränkte Zugang von jungen Erwachsenen mit Behinderungen zu den Angeboten des Arbeitsmarktservice ermöglicht und die Erhöhung des Affirmative Action Zuschlags im Arbeitsmarktbudget (von 3,5 % auf 4 % über dem weiblichen Anteil an der Arbeitslosigkeit) beschlossen.
Neben der Etablierung des Brigitte Bierlein Preises für Frauen unter 35 wurden in Kochers Amtszeit weitere Initiativen zur Stärkung von Frauen ausgebaut.
Darüber hinaus wurde das neue Filmfördermodells FISA+ aus der Taufe gehoben und die Umsetzung der Höheren Beruflichen Bildung als große Strukturreform der Berufsbildung ist erfolgt.
Im Zuge des russischen Angriffskriegs gegen die Ukraine und dem damit verbundenen Wegfall großer Teile des russischen Marktes wurde verstärkt darauf gesetzt, österreichische Unternehmen bei der Erschließung neuer Märkte zu unterstützen. In diesem Zusammenhang wurden unter anderem Kooperationsvereinbarungen mit Indien, Australien, Brasilien und Saudi-Arabien unterzeichnet.

## Auszeichnungen
Martin Kocher erhielt folgende Auszeichnungen, Preise und Ehrungen:
- 2000: Preis der Nationalökonomischen Gesellschaft für den besten Beitrag eines jungen Ökonomen
- 2003: Beste Dissertation der Wirtschafts- und Sozialwissenschaftlichen Fakultät der Universität Innsbruck
- 2003: Preis des Fürstentums Liechtenstein für Forschung
- 2003: Preis der Stadt Innsbruck für Forschung
- 2013: Bayerischer Preis für exzellente Lehre
- 2025: Großes Goldenes Ehrenzeichen am Bande für Verdienste um die Republik Österreich[35]

## Herausgeberschaften
Martin Kocher war von 2013 bis 2021 Mitherausgeber des Journal of Behavioral and Experimental Economics und von 2008 bis 2015 war er Mitherausgeber des Journal of Economic Psychology.

## Veröffentlichungen (Auswahl)
- Martin Kocher, J. Pahlke, S. Trautmann: Tempus fugit: Time pressure in risky decisions. Management Science 59 (10), 2013, S. 2380–2391.
- M. Sutter, Martin Kocher, D. Rützler, S. Trautmann: Impatience and uncertainty: experimental decisions predict adolescents' field behavior. American Economic Review 103 (1), 2013, S. 510–531.
- M. Sutter, S. Haigner, Martin Kocher: Choosing the stick or the carrot? Endogenous institutional choice in social dilemma situations. Review of Economic Studies 77 (4), 2010, S. 1540–1566.